# Nyctophilus
Nyctophilus là một chi động vật có vú trong họ Dơi muỗi, bộ Dơi. Chi này được Leach miêu tả năm 1821. Loài điển hình của chi này là Nyctophilus geoffroyi Leach, 1821.

## Các loài
Chi này gồm các loài: